# 裴炎
裴 炎（はい えん、? - 684年）は、中国・唐および武周期の宰相。字を子隆。本貫は河東郡聞喜県（現在の山西省運城市聞喜県）。

## 人物
若年の頃より向学な人物であったとされる。『左伝』によく精通したことでも知られ、弘文館で学問を極めて以降は明経に及第し、濮州司倉参軍に任ぜられる。その後、高宗に重用されて御史や起居舎人、更に黄門侍郎などを歴任する。次いで680年には同中書門下三品に昇って宰相となり、翌年には侍中に累進した。その間、高宗の行幸の際は皇太子を擁して長安の留守を預かるなど当代きっての実力者の地位を獲得し、影響力を強める。
高宗が崩御した後も中宗に仕え、中宗の即位後に中書令となり、権勢を保つ。これに対し、次第に裴炎を煙たく思うようになった中宗は、韋后の外戚である韋氏を後ろ盾に強権政治を試みるようになり、皇后の実父・韋玄貞を侍中に任じようと画策するなどし、裴炎派と激しく衝突した。
裴炎は、武后と結託して中宗の廃位を強硬に企て、代わって李旦（睿宗）を皇帝に立てた。この54日間のクーデターの功として、永清県男に封ぜられている。以後、これに端を発して、武后派の武氏と中宗派の韋氏の政争が長期にわたって続くこととなる。

## 武韋の乱
武后派の重鎮として重きをなしたかに見える裴炎であったが、武一族が武氏七廟を建立しようとする一件に対して異議を唱えたことから、一転して武后との緊張関係が生じる。更に、李元嘉と李霊夔を征伐する件に関しても裴炎は両者を弁護し、武后の意向と異にする行いをするなどして対立に拍車をかけた。そして、武后派の専横に対し批判的であった徐敬業が朝廷の混乱に乗じて挙兵した際にも、武后に対し執政をやめるよう意見した。この対応がもとで、武后派より謀反を企んだという讒言を受けて孤立し、684年に刑死した。自ら命を絶ったとも伝わる。